# Суданцы (арабы Судана)
Суданцы (суданские арабы) — основное население Судана, описываемое как «арабизированные нубийцы» или «кушиты». Общая численность свыше 18 млн чел. В том числе в Судане — больше половины населения, причём на севере их доля составляет менее 70 %. В других странах: Чад: — 1,29 млн, по 5 тысяч в Руанде и Заире.

## История
Прилегающие к Сахаре районы Судана, так называемый Сахель (араб. «берег»), издавна были местом постоянного товарообмена между кочевниками пустыни и земледельческим населением Судана. Туареги, берберские и арабские племена приходили в Судан за зерном, тканями, поставляя в обмен шкуры, скот, соль (Lovejoy Paul E. 1986: P. 1-10).
Это стало основой экономического процветания возникших с V века христианских государств Мукурра (Донгола), Нобатия, Алоа. Однако в VII—VIII веке Египет, а затем и вся Северная Африка были завоёваны арабами и вошли в состав Арабского Халифата, что отрезало Нубию от Средиземноморья. После покорения в 639 году Египта начинается систематическая иммиграция арабов-мусульман в Судан. Ранее они проникали на эти территории через побережье Красного моря.
С VIII века в Судане начала распространяться арабская письменность, а государства Судана стали приобщаться к арабской культуре, в том числе и к исламу. В результате области Северного Судана становятся вассальными государствами, платящими дань мусульманским правителям Египта. В XVI веке в долине Нила мы уже видим феодальное государство Сеннар, основное негроидное земледельческое население которого постепенно было арабизировано. В Южном же Судане, населенном главным образом негроидными племенами, всё ещё сохранялись дофеодальные отношения (Fadlalla M. H. 2004: P. 13 — 15).

## Религия
Проникновение ислама на территорию Судана шло несколькими путями. Во-первых, благодаря усилиям арабских миссионеров, как правило, членов тарикатов. Во-вторых, самими суданцами, проходившими обучение в Египте или Аравии. В результате, суданский вариант ислама сложился под отчётливым влиянием суфийских орденов, с его преданностью рядовых мусульман главе ордена и приверженностью к аскетическим практикам.
В начале XIX веке сложилось мощное движение тарикат аль-Хатмийя (или Мирганийя, по имени её основателя).
В 1881 году началось мессианское движение суданского религиозного реформатора Мухаммеда Ахмада, объявившего себя мессией-Махди. Его последователи стали называть себя ансарами. Так в Судане появился второй влиятельнейший суфийский орден — аль-Ансар.
После Второй мировой войны (с 1947) в стране начались проповеди «Братьев-мусульман», что объяснялось тесными связями Судана с соседним Египтом. Однако если в Египте движение быстро завоевало популярность среди средних слоёв населения, то в Судане «Ихван-муслимун» стал уделом лишь выпускников мусульманских учебных заведений. В 1989 году «Братья-мусульмане» в лице «Национального исламского фронта» захватили власть, став правящей элитой государства (Fadlalla M. H. 2004: P. 18 — 29.).
Приход арабов затруднил распространение христианства на территории некогда христианской Нубии. В XIX веке ещё действовали несколько католических миссий, которые без особых успехов вели пропаганду среди языческого населения, причём католики и протестанты действовали лишь в строго определённых районах. В 1964 году правительство Судана запретило иностранное миссионерство в стране, однако к тому времени христианство уже укрепилось в южных провинциях и стало существенным элементом политической системы.
Нельзя также не отметить роль Коптской церкви в Судане. Концентрирующееся на севере немногочисленные суданские копты, тем не менее, держат в руках значительную часть капитала (Кобищанов Т. Ю. 2003: С.6 — 19).

## Язык
Говорят на египетско-суданском арабском языке. Сильно различаются суданские диалекты оседлых (га’алийюн) и кочевых (гухайна) племён. Последние близки к диалектам юга Египта. На востоке страны племя хадариб говорит на одном из южно-хиджазских диалектов аравийско-арабского языка.
Прослеживается субстратное влияние нубийских языков (Родионов М. А. 1998: С. 242).

## Образ жизни и быт
Сегодня большая часть арабов и близких им как территориально, так и этнически кушитов-беджа — это горожане и земледельцы-хлопководы. Лишь скромная часть арабов и беджа продолжает кочевать со своими стадами.
Но даже эту долю нельзя назвать единой. По организации труда, по культуре быта, даже по внешности различаются верблюдоводы, пастухи коз и так называемые «ковбои» — баггара, занимающиеся разведением крупного рогатого скота. В Нубии разводится древняя порода лошадей, в пустынях Беджа и Сахара — верховые верблюды. Среди арабов по-прежнему остаётся деление на племена со своими культурными особенностями, различными диалектами. Эта тенденция сохраняется даже в городах, где они предпочитают жениться на соплеменницах. Система родства — бифуркативно-коллатеральная (различаются родственники по линии матери о отца; коллатеральные и прямые родственники). Основой родо-племенной организации является семейно-родственная группа, имеющая общего предка по мужской линии и связанная обычаями взаимопомощи, кровной мести; предпочитается патрилатеральный ортокузенный брак). Несколько групп составляют подразделение племени или само племя во главе с вождём. Социальные отношения традиционно выражаются как декларируемые кровнородственные (Родионов 1998: 201), (Abu-Lughod L. 1986: P. 81-85).
Обработка земли в Судане представляет определённую проблему. Только 3 % территории являются пахотными, на севере Нил — единственный водный источник. Каждый клочок земли тщательно возделывается. По прежнему используются шадуфы (Доклад о развитии человека 2006: С. 164).
Национальная кухня арабов Судана близка к египетской. Традиционные блюда: фуль из бобовых с овощами, мясом, приправами, каша или плов. Спиртные напитки запрещены, в прошлом (вероятно, и сейчас) делались из сорго, проса.